# Egon Grall
Johann Egon Grall (* 9. August 1880 in Poppis, heute Kressbronn am Bodensee; † 12. April 1957 in Kressbronn) war ein deutscher Politiker (Zentrum, CDU) und Bürgermeister.

## Biografie
Grall, der als Sohn eines Landwirts in Nonnenbach aufwuchs, besuchte die Volksschule und war danach selbst als Landwirt tätig.
Neben seiner Tätigkeit als Bürgermeister war Grall als Vorsitzender des Vorstands der örtlichen Genossenschaftsbank tätig.

## Politik
Von 1913 an amtierte Grall als Schultheiß von Hemigkofen und Nonnenbach, ab 1930 war er Bürgermeister von Hemigkofen. Nach dem Zusammenschluss von Hemigkofen und Nonnenbach zur Gemeinde Kressbronn wurde er 1934 auf Grundlage des Gesetzes zur Wiederherstellung des Berufsbeamtentums aus seinem Amt entlassen. Damit scheiterten die Bestrebungen, Grall zum Bürgermeister der fusionierten Gemeinde zu ernennen. Nach dem Krieg wurde er 1945 schließlich zum Bürgermeister der Gemeinde Kressbronn ernannt, dieses Amt hatte er bis 1954 inne.
1946/47 gehörte Grall der Beratenden Landesversammlung des Landes Württemberg-Hohenzollern an.

## Ehrungen
1952 wurde Grall das Bundesverdienstkreuz am Bande verliehen. Nach seinem Ausscheiden aus dem Bürgermeisteramt wurde er zum Ehrenbürger der Gemeinde Kressbronn ernannt.